# Goudwever
De goudwever (Ploceus subaureus) is een zangvogel uit de familie Ploceidae (wevers en verwanten).

## Kenmerken
De vogel is gemiddeld 15 cm lang en overwegend helder geel. De ogen zijn rood. Het mannetje van de ondersoort  P. s. aureoflavus heeft in de broedtijd een goudkleurig "gezicht".

## Verspreiding en leefgebied
Deze soort telt twee ondersoorten:
- P. s. aureoflavus: Kenia, Tanzania, Malawi en noordelijk Mozambique.
- P. s. subaureus: oostelijk Zuid-Afrika.

De vogel broedt in rietlanden, maar houdt zich op in licht bebost savannegebied buiten de rietvelden.

## Status
De populatie-aantallen zijn niet gekwantficeerd, maar volgens onderzoek uit 2004 is de vogel plaatselijk algemeen tot veel voorkomend. Daarom staat de soort als niet bedreigd op de Rode Lijst van de IUCN.